# Miloš Bojović
Miloš Bojović (Servisch: Милош Бојовић) (Belgrado, 2 december 1981) is een Servisch voormalig basketballer.

## Carrière
Bojović maakte zijn debuut in 1999 voor KK Avala Ada waar hij zou spelen tot 2004. Na vijf jaar tekende hij bij KK Atlas waar hij twee seizoenen zou spelen. Van 2006 tot 2007 speelde hij voor KK Sloga waar hij zowel de BLS First League MVP als BLS Super League MVP won in het eerste seizoen dat de prijzen werden uitgereikt. Het seizoen erop kwam hij uit voor KK Vojvodina Srbijagas. In 2008 maakte hij de overstap naar KK Budućnost uit Montenegro en werd landskampioen met de club en won de beker. Het seizoen 2009/10 bracht hij door bij BK Politechnika-Halytsjyna in Oekraïne. 
In 2010 tekende hij bij het Franse Olympique Antibes waar hij een seizoen speelde. In 2011 keerde hij terug naar Servië en tekende bij KK Železničar maar maakte het seizoen af bij het Griekse PAOK BC. Ondanks een half seizoen te hebben gespeeld werd hij topschutter in de Servische competitie. De daarop volgende twee seizoenen speelde hij bij het Roemeense CSU Sibiu. En van 2015 tot 2017 speelde hij bij CS Phoenix Galați ook in de Roemeense eerst klasse.
In 2017 tekende hij een contract bij Liège Basket waar hij vier seizoenen zou spelen tot in 2021 en tweemaal topschutter zou worden van de Belgische competitie. Ook zijn rugnummer 15 werd door Luik uit omloop gehaald. In 2019 tekende hij voor een seizoen bij reeksgenoot Limburg United maar werd de eerste twee seizoenen uitgeleend aan Luik doordat die club kampte met financiële problemen. Hij speelde het seizoen 2021/22 voor Limburg en won de beker van België met hen. Hij besloot na het seizoen te stoppen als profbasketballer maar speelde nog wel voor de tweede ploeg van Luik in de derde klasse. Hij keerde in het seizoen 2023/24 terug naar de eerste ploeg.
Voor het seizoen ging hij spelen voor derdeklasser RBC Ciney maar verliet de club in februari 2025.

## Erelijst
- BLS First League MVP: 2007
- BLS Super League MVP: 2007
- Montegrijns landskampioen: 2009
- Montegrijns bekerwinnaar: 2009
- Servisch topschutter: 2012
- Belgisch topschutter: 2018, 2019
- Nummer 15 teruggetrokken door Liège Basket
- Belgisch bekerwinnaar: 2022